# Discografia de Psirico
A discografia de Psirico, uma banda de pagode baiano brasileira, compreende em cinco álbuns de estúdio e sete álbuns ao vivo em uma carreira iniciada em 2000. Tornou-se conhecida nacionalmente com canções como "Lepo Lepo", "Toda Boa" e "Chupeta". O nome da banda foi inspirada na gíria utilizada no Engenho Velho de Brotas, subúrbio de Salvador, sendo utilizada na época para uma pessoa namoradora. Sua marca registrada é o uso de um megafone durante as apresentações e o típico ruído de uma sirene que o instrumento produz.

## Álbuns

### Álbuns de estúdio
| Álbum                            | Detalhes                                                                                       |
| -------------------------------- | ---------------------------------------------------------------------------------------------- |
| MPB - Makumba Popular Brasileira | - Lançamento: 25 de janeiro de 2006 - Formatos: CD - Gravadora: Pato Discos, Penteventos       |
| Orquestra de Panela              | - Lançamento: 20 de dezembro de 2006 - Formatos: CD - Gravadora: Pato Discos, Penteventos      |
| Experimental 2                   | - Lançamento: 2 de dezembro de 2012 - Formatos: CD, download digital - Gravadora: Independente |
| Márcio Victor                    | - Lançamento: 2 de agosto de 2013 - Formatos: CD, download digital - Gravadora: Independente   |
| #Épsi                            | - Lançamento: 14 de junho de 2019 - Formatos: CD, download digital - Gravadora: Independente   |

### Álbuns ao vivo
Álbuns comerciais
| Álbum                                | Detalhes |
| ------------------------------------ | --- |
| O Furacão da Bahia                   | - Lançamento: 4 de abril de 2004 - Formatos: CD - Gravadora: Pato Discos, Penteventos                                            |
| Ao Vivo em São Paulo                 | - Lançamento: 19 de novembro de 2007 - Formatos: CD - Gravadora: Polydisc, Radar Produções, Penteventos                          |
| 10 Anos: Ao Vivo em Salvador         | - Lançamento: 15 de fevereiro de 2012 - Formatos: CD, download digital - Gravadora: Som Livre, Penta Entretenimento, Caco Discos |
| Ao Vivo 15 Anos: Nada nos Separa     | - Lançamento: 5 de outubro de 2015 - Formatos: CD, download digital - Gravadora: Som Livre                                       |
| Verão 2K18: Ao Vivo                  | - Lançamento: 12 de janeiro de 2018 - Formatos: CD, download digital - Gravadora: Independente                                   |
| Psi Ao Vivo em Salvador              | - Lançamento: 24 de setembro de 2018 - Formatos: CD, download digital - Gravadora: Penta Music                                   |
| Arrastão do MV: Ao Vivo na Liberdade | - Lançamento: 11 de outubro de 2019 - Formatos: CD, download digital - Gravadora: Independente                                   |

Ensaios e festivais
| Álbum                                       | Detalhes                                                                                     |
| ------------------------------------------- | -------------------------------------------------------------------------------------------- |
| Biri Night Fest: Ao Vivo                    | - Lançamento: 5 de agosto de 2005 - Formatos: Download digital - Gravadora: Independente     |
| Ensaio do Psirico                           | - Lançamento: 5 de outubro de 2015 - Formatos: Download digital - Gravadora: Independente    |
| Ao Vivo no Ensaio do Psirico                | - Lançamento: 20 de janeiro de 2017 - Formatos: Download digital - Gravadora: Independente   |
| Ao Vivo no Ensaio do Psi, Vol. 2            | - Lançamento: 22 de fevereiro de 2017 - Formatos: Download digital - Gravadora: Independente |
| Ao Vivo no Intermed Bahia                   | - Lançamento: 22 de dezembro de 2017 - Formatos: Download digital - Gravadora: Independente  |
| F5 Atualizando: Ao Vivo no Groove Studio    | - Lançamento: 13 de abril de 2018 - Formatos: Download digital - Gravadora: Independente     |
| Ao Vivo em Porto Seguro                     | - Lançamento: 13 de junho de 2018 - Formatos: Download digital - Gravadora: Independente     |
| Êta ao Vivo no Amar Fest Piauí              | - Lançamento: 13 de julho de 2018 - Formatos: Download digital - Gravadora: Independente     |
| Samba Brasil: Ao Vivo em Fortaleza          | - Lançamento: 24 de agosto de 2018 - Formatos: Download digital - Gravadora: Independente    |
| Psi ao Vivo no Carnatal                     | - Lançamento: 24 de janeiro de 2019 - Formatos: Download digital - Gravadora: Independente   |
| Ao Vivo no Ensaio do Psi                    | - Lançamento: 18 de fevereiro de 2019 - Formatos: Download digital - Gravadora: Independente |
| Psirico ao Vivo: Aquecendo para o Carnaval  | - Lançamento: 1 de março de 2019 - Formatos: Download digital - Gravadora: Independente      |
| Psirico ao Vivo Carnaval 2019               | - Lançamento: 23 de março de 2019 - Formatos: Download digital - Gravadora: Independente     |
| Bloco Vai Safadão - Rio de Janeiro: Ao Vivo | - Lançamento: 4 de junho de 2019 - Formatos: Download digital - Gravadora: Independente      |
| Psirico ao Vivo no Funn Festival Brasília   | - Lançamento: 31 de julho de 2019 - Formatos: Download digital - Gravadora: Independente     |
| Psi ao Vivo no Salvador Fest                | - Lançamento: 23 de setembro de 2019 - Formatos: Download digital - Gravadora: Independente  |
| Psirico ao Vivo no Jegue Folia              | - Lançamento: 21 de janeiro de 2020 - Formatos: Download digital - Gravadora: Independente   |

### Extended plays(EPs)
| Álbum         | Detalhes                                                                                 |
| ------------- | ---------------------------------------------------------------------------------------- |
| Samba de Roda | - Lançamento: 9 de agosto de 2019 - Formatos: Download digital - Gravadora: Independente |

## Singles

### Como artista principal
| Título                                       | Ano  | Álbum                                |
| -------------------------------------------- | ---- | ------------------------------------ |
| "Pianinho"                                   | 2001 | Não adicionado à nenhum álbum        |
| "Escovadinha"                                | 2002 | O Furacão da Bahia                   |
| "Historia do Dique (Toma Vara)"              | 2003 | O Furacão da Bahia                   |
| "Quebre Quequebre"                           | 2003 | O Furacão da Bahia                   |
| "Ai"                                         | 2004 | O Furacão da Bahia                   |
| "Ei Moça"                                    | 2004 | O Furacão da Bahia                   |
| "Sambadinha"                                 | 2005 | O Furacão da Bahia                   |
| "Miserê da Galera"                           | 2005 | MPB - Makumba Popular Brasileira     |
| "Hit de Verão"                               | 2006 | MPB - Makumba Popular Brasileira     |
| "Sabonete"                                   | 2006 | MPB - Makumba Popular Brasileira     |
| "Eu Sou o Cara"                              | 2006 | Orquestra de Panela                  |
| "Movimento do Quadril"                       | 2007 | Orquestra de Panela                  |
| "Quebradinha"                                | 2007 | Ao Vivo em São Paulo                 |
| "Mulher Brasileira (Toda Boa)"               | 2008 | Ao Vivo em São Paulo                 |
| "Paz"                                        | 2008 | Ao Vivo em São Paulo                 |
| "Gostosa"                                    | 2008 | Ao Vivo em São Paulo                 |
| "Cole na Corda"                              | 2009 | Não adicionado à nenhum álbum        |
| "Mexe o Balaio"                              | 2010 | Não adicionado à nenhum álbum        |
| "Firme e Forte"                              | 2010 | Não adicionado à nenhum álbum        |
| "Chupeta"                                    | 2011 | 10 Anos: Ao Vivo em Salvador         |
| "Te Quero Delícia" (part. Ivete Sangalo)     | 2012 | 10 Anos: Ao Vivo em Salvador         |
| "Pode Pular"                                 | 2012 | 10 Anos: Ao Vivo em Salvador         |
| "Dançation"                                  | 2012 | Não adicionado à nenhum álbum        |
| "Lepo Lepo"                                  | 2014 | Não adicionado à nenhum álbum        |
| "Tem Xenhenhém"                              | 2015 | Ao Vivo 15 Anos: Nada nos Separa     |
| "Pega Pega"                                  | 2015 | Ao Vivo 15 Anos: Nada nos Separa     |
| "Outras Flores Virão" (part. Jorge & Mateus) | 2016 | Ao Vivo 15 Anos: Nada nos Separa     |
| "Mulheres no Poder"                          | 2016 | Não adicionado à nenhum álbum        |
| "Popa da Bunda" (com ATTOOXXÁ)               | 2017 | Verão 2K18: Ao Vivo                  |
| "Tome Encaixa na Sarrada"                    | 2017 | Verão 2K18: Ao Vivo                  |
| "Mistura Louca"                              | 2018 | Verão 2K18: Ao Vivo                  |
| "Mina Parceira & Boy Fechamento"             | 2018 | Psi (Ao Vivo em Salvador)            |
| "Novinha Malandrinha"                        | 2018 | Psi (Ao Vivo em Salvador)            |
| "Rei Leão"                                   | 2019 | Não adicionado à nenhum álbum        |
| "Viola do Mal" (part. O Poeta)               | 2019 | #Épsi                                |
| "Beat do Psirico"                            | 2019 | #Épsi                                |
| "Paradinha do Instagram"                     | 2019 | #Épsi                                |
| "Ousadia"                                    | 2019 | Arrastão do MV: Ao Vivo na Liberdade |
| "Tá Quente"                                  | 2019 | Não adicionado à nenhum álbum        |
| "Márcio Victor Chegou"                       | 2020 | Não adicionado à nenhum álbum        |

### Como artista convidado
| Título                                                       | Ano  | Álbum                         |
| ------------------------------------------------------------ | ---- | ----------------------------- |
| "Bate Cabelo" (Israel Novaes part. Psirico)                  | 2014 | Ao Vivo em Goiânia            |
| "Taca Taca" (MC Koringa part. Psirico)                       | 2015 | Trilha Sonora                 |
| "Tá Doidona" (MC Guimê part. Psirico)                        | 2018 | Não adicionado à nenhum álbum |
| "No Groove (Pega, Pega, Pega)" (Ivete Sangalo part. Psirico) | 2018 | Não adicionado à nenhum álbum |
| "Sem Vacilão" (MC Rita part. Psirico)                        | 2019 | Não adicionado à nenhum álbum |
| "Fogo na Dança" (MC Charmosinho part. Psirico)               | 2019 | Não adicionado à nenhum álbum |
| "Parabéns" (Pabllo Vittar part. Psirico)                     | 2019 | 111 1                         |
| "Jogação" (Anitta part. Psirico)                             | 2020 | Não adicionado à nenhum álbum |
| "Quando Ela Passa" (Lucas e Orelha part. Psirico)            | 2020 | Não adicionado à nenhum álbum |
| "Vrau e Tchau" (Nick part. Psirico)                          | 2020 | Não adicionado à nenhum álbum |
| ”Seu Abraço” (Drik Barbosa part. Psirico)                    | 2021 | Não adicionado à nenhum álbum |

### Singlespromocionais
| Título         | Ano  | Álbum                         |
| -------------- | ---- | ----------------------------- |
| "Bate Cabelo"  | 2012 | Não adicionado à nenhum álbum |
| "Doce ou Bala" | 2017 | Não adicionado à nenhum álbum |

## Outras aparições
| Título        | Ano  | Outros artistas  | Álbum |
| ------------- | ---- | ---------------- | ----- |
| "Então Venha" | 2015 | Marquinho Guerra | Nós   |